# Vương nữ Iman bint Abdullah
Công chúa Iman bint Abdullah (tiếng Ả Rập: إيمان بنت عبدالله; sinh ngày 27 tháng 09 năm 1996, Amman) là con gái đầu tiên và đứa con thứ hai của vua Abdullah II của Jordan và Vương hậu Rania của Jordan. 
Cô học tại Học viện Quốc tế Amman và là một vận động viên.